# François Thirion
Pour les articles homonymes, voir Thirion.
 (février 2021).
François Thirion, né le 16 novembre 1764 à Metz (Moselle), mort le 3 janvier 1837, est un général français de la Révolution et de l’Empire. Chevalier de l'Ordre royal et militaire de Saint-Louis, il est fait grand officier de la Légion d'honneur le 13 août 1823.

## Biographie
Fils d'un capitaine du Royal artillerie, chevalier de l'Ordre royal et militaire de Saint-Louis, François Thirion naît le 16 novembre 1764 à Metz, place forte française des Trois-Évêchés. Sur les traces de son père, le jeune François embrasse la carrière des armes. Il s’engage dans l’armée du Roi le 1er août 1779, avant d’épouser les idées révolutionnaires. Il fait une belle carrière militaire pendant les Guerres de la Révolution française, gravissant peu à peu les échelons de la hiérarchie militaire. D’abord officier subalterne, il devient bientôt lieutenant-colonel, puis colonel dans l’Artillerie de marine. Alors qu'il est affecté à Boulogne en tant que chef des parcs d'artillerie de marine du 1er arrondissement, il est élevé au grade d’officier de la Légion d'honneur, le 14 juin 1804. Le colonel Thirion poursuit sa carrière sans encombre. En 1808 François Thirion est promu général de brigade. 
Après l’épisode des Cent-jours, le général Thirion conserve son rang dans l’armée royale. Le 25 avril 1821 Louis XVIII nomme le Maréchal-de-camp Thirion, inspecteur général de l’artillerie de la Marine et le promeut lieutenant général. À ce poste il est élevé au grade de grand officier de la Légion d'honneur le 13 août 1823. Chargé du matériel et du personnel, Thirion s’acquitte de sa mission avec zèle et dévouement avant de faire valoir ses droits à la retraite.
Il meurt le 3 janvier 1837.

## Titres et décorations
- Légion d'honneur[1]
  - Grand officier de la Légion d'honneur, le 13 août 1823 ;
  - Commandeur de la Légion d'honneur, le 17 août 1814
  - Officier de la Légion d'honneur, le 14 juin 1804
- Chevalier de l'Ordre royal et militaire de Saint-Louis, le 5 juillet 1814[4]